# Edy Reinalter
Edy Reinalter   (Sankt Moritz, 24 de desembre de 1920 - Tschagguns, 19 de novembre de 1962) fou un esquiador alpí suís que va competir durant la dècada de 1940.
El 1948 va prendre part en els Jocs Olímpics d'Hivern de St. Moritz, on va disputar tres proves del programa d'esquí alpí. Guanyà la medalla d'or en l'eslàlom, mentre en la combinada fou desè i en el descens vint-i-dosè. El 1943 havia guanyat el títol nacional suís d'eslàlom.
Va morir el 19 de novembre de 1962 quan es va disparar accidentalment un tret mentre netejava el seu rifle de caça.